# DC Bank
Die Burgergemeinde Bern, DC Bank Deposito-Cassa der Stadt Bern (kurz: DC Bank) ist eine in Bern verankerte Schweizer Regionalbank. Sie wurde 1825 als Bank der Burgergemeinde Bern in Form einer öffentlich-rechtlichen Anstalt organisiert.

## Geschichte

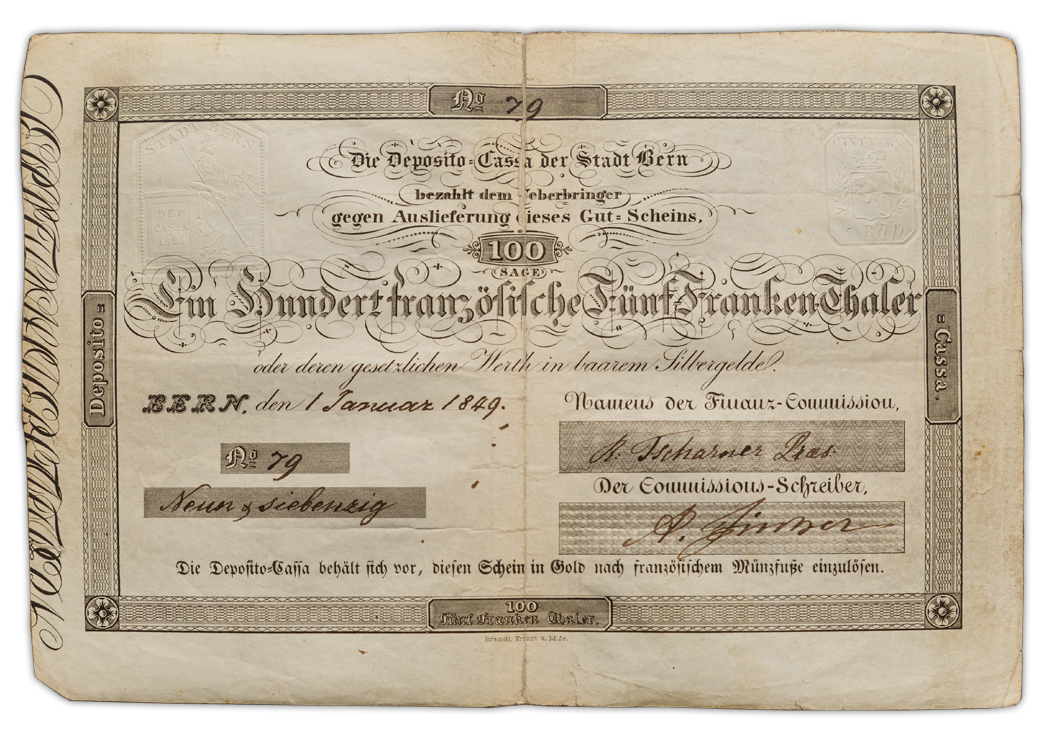
Die Deposito-Cassa der Stadt Bern hat 1825 die erste schweizerische Banknote zu 100 französischen 5-Franken Talern herausgegeben, gedruckt wurde die hier abgebildete Note 1836 durch die Firma Brandt in Frankfurt am Main

Als im April 1825 der englische Aktienmarkt kollabierte, erging in Bern die Weisung des Grossen Rats an die Stadtverwaltung, die Kassenvorräte in heimischen Bankhäusern zu platzieren. Die Finanzkommission lehnte dies jedoch ab, da ihr angesichts der herrschenden Bankenkrise die bestehenden Bankhäuser als zu wenig sicher erschienen. Deshalb wurde am 1. Juli 1825 die DC Bank Deposito-Cassa der Stadt Bern gegründet. Noch im gleichen Jahr gab die Bank die erste Banknote der Schweiz heraus.

## Unternehmensdaten
Ihr Tätigkeitsgebiet liegt traditionell im Retail Banking, im Hypothekargeschäft, im Private Banking und im Bankgeschäft mit kleinen und mittleren Unternehmen.